# Temnosternus
Temnosternus – rodzaj chrząszczy z rodziny kózkowatych. 

## Zasięg występowania
Przedstawiciele tego rodzaju występują w Australii.

## Systematyka
Do Temnosternus należy 15 gatunków:
- Temnosternus apicalis
- Temnosternus catulus
- Temnosternus dissimilis
- Temnosternus flavolineatus
- Temnosternus flavopunctulatus
- Temnosternus grossepunctatus
- Temnosternus mosaicus
- Temnosternus niveoscriptus
- Temnosternus ochreopictus
- Temnosternus pictus
- Temnosternus planiusculus
- Temnosternus quadrituberculatus
- Temnosternus subtruncatus
- Temnosternus undulatus
- Temnosternus vitulus